# Dariusz Dziekanowski
Dariusz Paweł Dziekanowski (Varsó, 1962. szeptember 30. –) válogatott lengyel labdarúgó, csatár.

## Pályafutása

### Klubcsapatban
1973-ban a Polonia Warszawa korosztályos csapatában kezdte a labdarúgást, ahol 1978-ban mutatkozott be az első csapatban. 1979 és 1983 között a Gwardia Warszawa, 1983 és 1985 között a Widzew Łódź, 1985 és 1989 között a Legia Warszawa labdarúgója volt. A Widzewwel egy lengyel kupagyőzelmet ért el. A Legiával egy bajnoki címet és két lengyel kupagyőzelmet szerzett. 1985-ben az az év lengyel labdarúgójának választották. Az 1987–88-as idényben a bajnokság gólkirálya lett 20 góllal. 1989 és 1992 között a skót Celtic, 1992–93-ban az angol Bristol City játékosa volt. 1993–94-ben ismét a Legiában játszott. 1994-ben a svájci Yverdon-Sport és a német Alemannia Aachen, 1994 és 1996 között az 1. FC Köln játékosa volt. 1996–97-ben a Polonia Warszawa csapatában fejezte be az aktív labdarúgást.

### A válogatottban
1981 és 1990 között 62 alkalommal szerepelt a lengyel válogatottban és 20 gólt szerzett. Tagja volt az 1986-os mexikói világbajnokságon részt vevő csapatnak.

## Sikerei, díjai
- Az év lengyel labdarúgója (1985)

 Widzew Łódź
- Lengyel kupa
  - győztes: 1985

 Legia Warszawa
- Lengyel bajnokság
  - bajnok: 1993–94
  - gólkirály: 1987–88 (20 gól)
- Lengyel kupa
  - győztes (2): 1989, 1994